# Cseng Hsziao-jing
Cseng Hsziao-jing (kínai: 郑小瑛; pinjin: Zhèng Xiǎoyīng; Jungting, 1929. szeptember 28. – ) az első kínai női karmester.

## Élete, munkássága
Cseng Kína dél-keleti részén, Fucsien tartomány Jungting körzetében született, hakka családba. Gyermekkorában zongorázni tanult. 19 éves korában – szülei tiltakozása ellenére – abbahagyta tanulmányait a Nankingi Női Egyetemen, és belépett a kínai hadseregbe. 1948-ban egy ottani színi társulat tagja lett, és itt mutathatta be először zenei tehetségét, több hangszeren is megtanult játszani. „Kóruskarmesternek választottak, miután a társulat igazgatója megtudta, hogy a legtöbb énekessel ellentétben tudok zongorázni és kottát olvasni” – mondta. Elmondása szerint az ott szerzett tapasztalatai később mélyen befolyásolták karmesteri stílusát. 1952-től a pekingi Központi Zenekonzervatóriumban tanult zeneszerzést, majd 1956-tól a konzervatórium tanára lett. 1960-ban a Moszkvai Állami Csajkovszkij Konzervatóriumban folytatta opera- és szimfonikus karmesteri tanulmányait, ahol Nyikolaj Anoszovnál és Gennagyij Rozsgyesztvenszkijnél tanult – egyedüli női hallgatóként. 1961. október 1-jén már zenekari koncertet vezényelt, amelyet a Kínai Népköztársaság megalapítása 12. évfordulójának szentelt.
1963-ban tért vissza Kínába, hogy folytassa tanári pályafutását a konzervatóriumban, de pár évvel később elkezdődött a kulturális forradalom, és a klasszikus zene oktatása és előadása országszerte tilos volt. Egy pekingi kínai operát játszó együttesbe küldtek dolgozni. Tanulmányozni kezdte a kínai hagyományos operákban használt zenét, és – mint nyilatkozta később – sokat tanult belőle. A kulturális forradalom után a Kínai Nemzeti Operaházban kezdett dolgozni, de az operaházak és társulataik addigra teljesen szétestek, a klasszikus zene előadásai ellehetetlenültek. Az 1980-as évek óta ennek a hanyatlásnak a visszaszorítása érdekében kezdett tevékenykedni, és Sze-tu Cse-ven (Situ Zhiwen) csellistával és Csu Li (Zhu Li) hegedűssel összefogva megalakította Kína első női filharmonikus zenekarát. Az együttest körülbelül hetven zenész alkotta, és fennállásuk hat éve alatt több mint 300 koncertet adtak, csekély összegért vagy anélkül. Ezután a zenekar felbomlott. A következő időszakban a Kínai Nemzeti Operaház vezető karmestere, a Kínai Központi Konzervatórium karmesteri osztályának dékánja volt.
1997-ben – miután nyugdíjba vonult a Nemzeti Operaházból – Hsziamen városa és helyi vállalkozók arra a döntésre jutottak, hogy a városi szimfonikus zenekar felfejlesztik, és művészeti vezetőjének és vezető karmesterének Cseng Hsziao-jinget kérték fel. Ebben az időben azonban vastagbélrákot diagnosztizáltak nála, és négy hónapos gyógykezelés után, 68 évesen elfogadta a megbízást. A Hsziameni Filharmonikus Zenekar az első nem államilag támogatott filharmonikus zenekar volt Kínában. Az együttest rohamos tempóban fejlesztette fel, a eredeti 30 tagú zenekari létszámot 80 fősre növelte úgy, hogy az érkező új tagok mind híres iskolákból kerültek ki. Az együttessel bejárta Kínát, több mint 80 városban adtak hangversenyt, ezen kívül koncerteztek Japánban, Franciaországban, Németországban, Ausztriában, Olaszországban, Kanadában, az Egyesült Államokban, Oroszországban, Szingapúrban, Malajziában, Hongkongban, Tajvanon és Makaóban. A zenekart 2013-ig irányította. Az első kínai karmesterként több jeles európai operaházban (több mint húsz országban) lépett fel. Kína egyik legtapasztaltabb zenetanára. A legtöbb hallgató, aki elvégzi nála stúdiumát, Kínában és külföldön is komoly pályafutást futnak be. A Kínai Népköztársaság Kulturális Minisztériumától elnyerte a „Kína legjobb karmestere” díjat, Franciaországban megkapta a Művészet és irodalom rendjét és Oroszországban a Barátság Rendet.
Cseng Hsziao-jing Kína egyik legkiemelkedőbb karmestere, Kína első női opera- és szimfonikus karmestere, aki a pályafutása során több mint kétezer koncertet vezényelt. A kínai kulturális forradalom után újjáépítette a Kínai Nemzeti Operaszínház zenekarát, és fontos lépéseket tett a klasszikus zene népszerűsítése érdekében. Több mint húsz kínai és külföldi operát vezényelt. A koncertjei előtt mindig tart egy 20 perces előadást az adott mű témájáról és a zene élvezetéhez szükséges egyéb ismeretekről, még a hangversenyeken tanúsított viselkedésről is szót ejt, ezt Cseng Hsziao-jing-módszernek nevezik.
Készült róla egy dokumentumfilm Az évszázad szimfóniája címmel, amely egy tizenöt kiemelkedő kínai zenészről készült dokumentumfilm-sorozat része.

## Felvételei
Az AllMusic és a  Discogs nyilvántartása alapján.
| Megjelenés | Tartalom | Közreműködők | Kiadó             |
| ---------- | --- | --- | ----------------- |
| 1983       | Luo Csing-csing: Piano Concerto; Piano Solo Pieces Based on Three Tunhuang Poems; Two Movements                          | Luo Tian-Hszian, Csuej Si-kuang, Vu Jing, Central Philharmonic Orchestra, Beijing, Li Te-lun, Orchestra of the Central Ballet, Beijing, Cseng Hsziao-jing | Hong Kong Records |
| 1984       | Taixin Mountain (Symphonic Poem); China Capriccio; Plum Blossoms in the Snow (Fantasy Prelude); Er Lake (Symphonic Poem) | , Orchestra of the Central Opera, Beijing, Cseng Hsziao-jing, China Philharmonic Orchestra, Beijing, Fang Kuo-csin, Vang Hszi-lin                         | Hong Kong Records |
| 2016       | Huang Anlun: Piano Concerto in G minor, Op. 25b                                                                          | Joseph Banowetz, China National Opera House Symphony Orchestra,Cseng Hsziao-jing                                                                          | Marco Polo        |